# Ionuț Șerban
Ionuț Daniel Șerban (n. 7 august 1995, Ploiești, România) este un fotbalist român, care joacă pe post de mijlocaș la Turnu Măgurele în Liga a III-a. Pe plan internațional, are prezențe la națională pentru România Sub-17, România Sub-19, România U18⁠(d) și România Sub-21.